# 長谷川信彦
長谷川 信彦（はせがわ のぶひこ、1947年3月5日 - 2005年11月7日）は、日本の卓球選手。

## 人物
愛知県瀬戸市に生まれ、最初はペンホルダーグリップの選手としてスタートした。ペンホルダー時代はあまり成功しなかったため、1963年、当時日本ではまだ珍しかったシェークハンドグリップに転向し、これをきっかけに躍進。名古屋電気工業高校時代の1964年には全国高等学校卓球選手権大会男子複に優勝。愛知工業大学に進学した翌1965年には、史上最年少の18歳9ヵ月で全日本卓球選手権大会男子単を制した。全日本選手権男子単では総計6度の優勝に輝き、これは水谷隼、斎藤清につぐ歴代3位の記録である。
1966年にはヨーロッパツアーに参戦し、エーベルハルト・シェーラー（西ドイツ）らを破る活躍をみせる。1967年の世界卓球選手権ストックホルム大会では男子単および山中教子と組んだ混合複を制し、また男子団体でも優勝に輝いた（ただしこの大会と次の1969年ミュンヘン大会には、当時世界最強と目されていた中国は文化大革命の影響で出場していない）。1969年ミュンヘン大会では日本の男子団体2連覇に貢献し、また今野安子と組んだ混合複でも連覇。世界選手権では合計5つの金メダルに輝いた。
選手として一線を退いてからは、卓球用品メーカー株式会社タマスに入社し、同社の発行する雑誌の編集に携わった。1992年には群馬県桐生市に卓球場を開き、卓球の普及および後進の指導に取り組んでいたが、2005年11月7日朝、卓球場近くの木を伐採中に倒木の下敷きとなり、窒息死した。2001年には卓球の殿堂入りを果たしている。
長谷川はドライブ主戦型に分類される選手で、特にフットワークを生かした中・後陣からのパワードライブと、ロビングによる鉄壁の守備を得意とした。鍛え抜かれた肉体から放たれる強力なドライブは後陣に下がっている選手をもノータッチで抜くことがあるほどで、「ジェット・ドライブ」と呼ばれ、その発達した上腕二頭筋から「ポパイ」の愛称で親しまれた。また、人差し指をラケット中央部に伸ばして握る独特の「一本差しグリップ」で知られ、そのプレースタイルともども、同時代の日本卓球界に大きな影響を与えた。

## 主なタイトル
- 1964年 - 全国高等学校卓球選手権大会男子複優勝（深谷等と）
- 1965年 - 全日本卓球選手権大会男子単優勝、同混合複優勝（田中友子と）
- 1966年 - 全日本卓球選手権大会男子単優勝
- 1967年 - 世界卓球選手権ストックホルム大会男子単優勝、同男子団体優勝、同混合複優勝（山中教子と）、アジア選手権大会男子単優勝
- 1968年 - 全日本卓球選手権大会混合複優勝（今野安子と）、アジア選手権大会男子複優勝（田阪登紀夫と）
- 1969年 - 世界卓球選手権ミュンヘン大会男子団体優勝、同混合複優勝（今野安子と）、全日本卓球選手権大会男子単優勝、同男子複優勝（伊藤繁雄と）、全日本社会人卓球選手権大会男子単優勝
- 1970年 - アジア選手権大会男子単優勝、同男子複優勝（伊藤繁雄と）、全日本卓球選手権大会男子単優勝、混合複優勝（大関行江と）、全日本社会人卓球選手権大会男子単優勝
- 1971年 - 全日本卓球選手権大会男子単優勝
- 1973年 - 全日本卓球選手権大会男子単優勝
- 1974年 - アジア競技大会男子複優勝（河野満と）